# デーヴィド・ダワン
デーヴィド・ダワン（David Dhawan、1951年8月16日 - ）は、インドのヒンディー語映画で活動する映画監督。これまでに40本以上の映画を手掛け、フィルムフェア賞 監督賞に2回ノミネートされている。

## 生い立ち
1951年8月16日、トリプラ州アガルタラのパンジャーブ人家庭に生まれ、「ラージンダル・ダワン（Rajinder Dhawan）」と名付けられた。父はUCO銀行の支店長を務めており、父の転勤に伴いウッタル・プラデーシュ州カーンプルに移住し、同地のクライストチャーチ・カレッジとBNSDインター・カレッジで教育を受けた。卒業後はインド映画テレビ研究所の演技コースに進み、その際に「デーヴィド・ダワン（David Dhawan）」に改名した。この名前は、アガルタラ時代に自宅の隣に住んでいたキリスト教徒から名付けられた愛称に由来している。演技を学ぶ中、同期生のサティーシュ・シャーやスレーシュ・オベロイの演技を目の当たりにして、自身には演技の才能がないことを悟り、編集コースに転科した。編集技師としてはマンモーハン・デサイやリシケーシュ・ムカルジーを目標とし、リッティク・ゴトクの『雲のかげ星宿る』を鑑賞したことをきっかけに映画製作に興味を持つようになった。

## キャリア

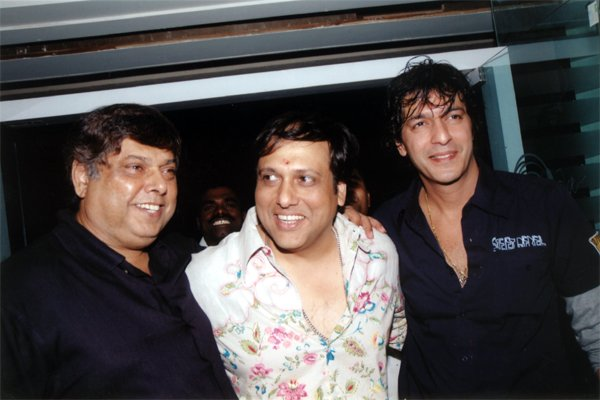
ボビー・デーオールの誕生日パーティーに出席するデーヴィド・ダワン、ゴーヴィンダー、チャンキー・パーンデー

1984年に『Saaransh』で編集技師としてデビューし、その後に監督に転身した。監督としてはマンモーハン・デサイやリシケーシュ・ムカルジーの影響を受けたコメディ映画を得意とし、1993年に製作した『Aankhen』は興行的な成功を収め、フィルムフェア賞 監督賞にノミネートされた。このほかに『Shola Aur Shabnam』『Partner』でも成功を収めている。2008年には『Nach Baliye』で審査員を務め、『Hans Baliye』にも出演している。
ゴーヴィンダーを主演に起用することが多く、彼とは1989年に手掛けた『Taaqatwar』で初めて仕事を共にした。これ以降、『Swarg』『Shola Aur Shabnam』『Aankhen』『Raja Babu』『Coolie No. 1』『Saajan Chale Sasural』『Banarasi Babu』『Deewana Mastana』『Hero No. 1』『Bade Miyan Chote Miyan』『Haseena Maan Jaayegi』『Kunwara』『Jodi No.1』『Kyo Kii... Main Jhuth Nahin Bolta』『Ek Aur Ek Gyarah』『Partner』『Do Knot Disturb』など合計18本の映画で彼を起用している。また、サルマーン・カーンを主演に起用した『Partner』はオープニング週末に3億ルピーの興行収入を記録し、当時のインド映画歴代オープニング成績第2位にランクインした。2007年に彼を主演に起用した『Biwi No.1』も興行的な成功を収め、フィルムフェア賞監督賞にノミネートされた。

## 私生活
カルナ・チョープラーと結婚し、彼女との間に2人の息子（ローヒト・ダワン、ヴァルン・ダワン）をもうけた。兄のアニル・ダワンは俳優として活動している。

## フィルモグラフィー
- Taaqatwar（1989年）
- Gola Barood（1989年）
- Aag Ka Gola（1989年）
- Jurrat（1989年）
- Swarg（1990年）
- Aandhiyan（1990年）
- Shola Aur Shabnam（1992年）
- Bol Radha Bol（1992年）
- Aankhen（1993年）
- Raja Babu（1994年）
- Eena Meena Deeka（1994年）
- Andaz（1994年）
- Yaraana（1995年）
- Coolie No. 1（1995年）
- Loafer（1996年）
- Saajan Chale Sasural（1996年）
- Mr. and Mrs. Khiladi（1997年）
- Banarasi Babu（1997年）
- 踊るツインズ（1997年）
- Deewana Mastana（1997年）
- Hero No. 1（1997年）
- 歌う色男、愛・ラブ・パラダイス（英語版）（1998年）
- Bade Miyan Chote Miyan（1998年）
- Biwi No.1（1999年）
- Haseena Maan Jaayegi（1999年）
- Dulhan Hum Le Jayenge（2000年）
- Kunwara（2000年）
- Chal Mere Bhai（2000年）
- Jodi No.1（2001年）
- Kyo Kii... Main Jhuth Nahin Bolta（2001年）
- Chor Machaaye Shor（2002年）
- Yeh Hai Jalwa（2002年）
- Hum Kisise Kum Nahin（2002年）
- Ek Aur Ek Gyarah（2003年）
- ボクと結婚して!（英語版）（2004年）
- Shaadi No. 1（2005年）
- Maine Pyaar Kyun Kiya?（2005年）
- Partner（2007年）
- Do Knot Disturb（2009年）
- Rascals（2011年）
- Chashme Baddoor（2013年）
- ヒーローはつらいよ（英語版）（2014年）
- Judwaa 2（2017年）
- Coolie No. 1（2020年）

## 受賞歴

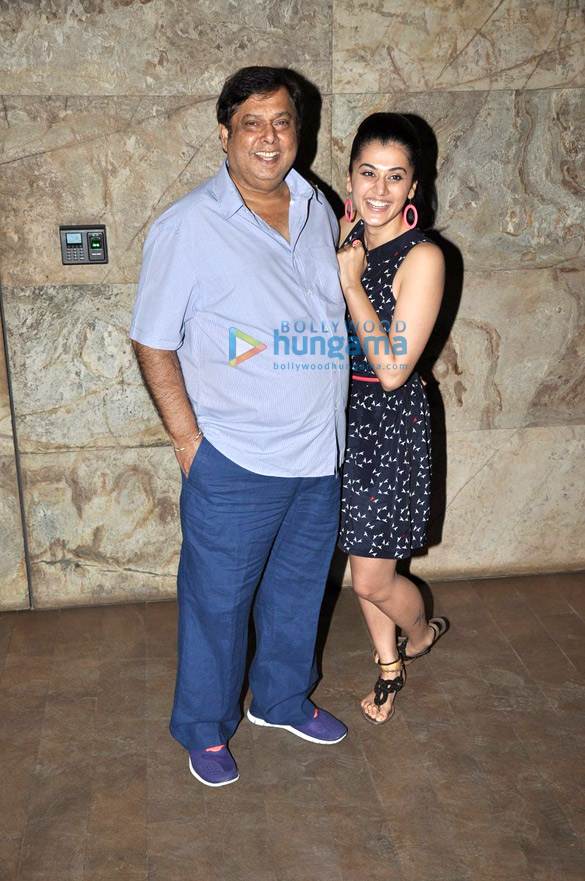
『Chashme Baddoor』の特別上映会に出席するデーヴィド・ダワン、タープシー・パンヌ（2013年）

| 年                           | 部門             | 作品                     | 結果             | 出典             |
| フィルムフェア賞             | フィルムフェア賞 | フィルムフェア賞         | フィルムフェア賞 | フィルムフェア賞 |
| ---------------------------- | ---------------- | ------------------------ | ---------------- | ---------------- |
| 1994年                       | 監督賞           | 『Aankhen』              | ノミネート       | [ 14 ] [ 15 ]    |
| 2000年                       | 作品賞           | 『Biwi No.1』            | ノミネート       | [ 14 ] [ 15 ]    |
| 2000年                       | 監督賞           | 『Biwi No.1』            | ノミネート       | [ 14 ] [ 15 ]    |
| 2024年                       | 生涯功労賞       | N/A                      | 受賞             | [ 16 ]           |
| 国際インド映画アカデミー賞   |                  |                          |                  |                  |
| 2000年                       | 監督賞           | 『Haseena Maan Jaayegi』 | ノミネート       | [ 17 ]           |
| 2005年                       | 監督賞           | 『ボクと結婚して!』      | ノミネート       | [ 18 ]           |
| 2008年                       | 監督賞           | 『Partner』              | ノミネート       | [ 19 ]           |
| ジー・シネ・アワード         |                  |                          |                  |                  |
| 1998年                       | 監督賞           | 『Hero No. 1』           | ノミネート       | [ 20 ]           |
| 2000年                       | 監督賞           | 『Biwi No.1』            | ノミネート       | [ 21 ]           |
| スター・スクリーン・アワード |                  |                          |                  |                  |
| 2000年                       | 監督賞           | 『Biwi No.1』            | ノミネート       | [ 22 ]           |